# Manna (Stadt)
Manna ist ein Ort im Süden der indonesischen Provinz Bengkulu, die direkt am Indischen Ozean liegt. Sie hat eine Küstenlinie von etwa fünf Kilometer Länge.

## Lage
Die Kleinstadt befindet sich im Südwesten der indonesischen Insel Sumatra und liegt in der Provinz Bengkulu. Sie bildet einen eigenen Verwaltungsdistrikt (indonesisch Kecamatan) mit 18 Dörfern. Am Hang des Vulkans Dempo gelegen gibt es eine schlechte Anbindung an den Verkehr. Die nächstgrößere Stadt ist die Provinzhauptstadt Bengkulu.

## Demografie
Zur Volkszählung 2020 wurden 16.303 Einwohner gezählt (8.323 Männer, 7.980 Frauen). Am Jahresende 2023 hatte sich die Einwohnerzahl um 7,3 Prozent auf 17.492 (8.859 Männer und 8.633 Frauen) erhöht.